# Clivina ferrea
Clivina ferrea är en skalbaggsart som beskrevs av Leconte 1857. Clivina ferrea ingår i släktet Clivina och familjen jordlöpare. Inga underarter finns listade i Catalogue of Life.